# Sabal causiarum
Sabal causiarum auch Puerto Rico-Palmetto genannt, ist eine Pflanzenart aus der Gattung Sabal innerhalb der Palmengewächse (Arecaceae). Ihr natürliches Verbreitungsgebiet liegt auf den karibischen Inseln Hispaniola und Puerto Rico sowie auf den Britischen Jungferninseln.

## Beschreibung

### Vegetative Merkmale
Sabal causiarum wächst als Palme und erreicht Wuchshöhen von 10 Metern und Stammdurchmesser von 35 bis 70 Zentimetern. Sabal causiarum ist eine Fächerpalme mit bis zu 30 Wedeln pro Pflanze. Die Blätter sind bis zu 4 Meter lang; der Blattstiel ist etwa so lang wie die Blattspreite.

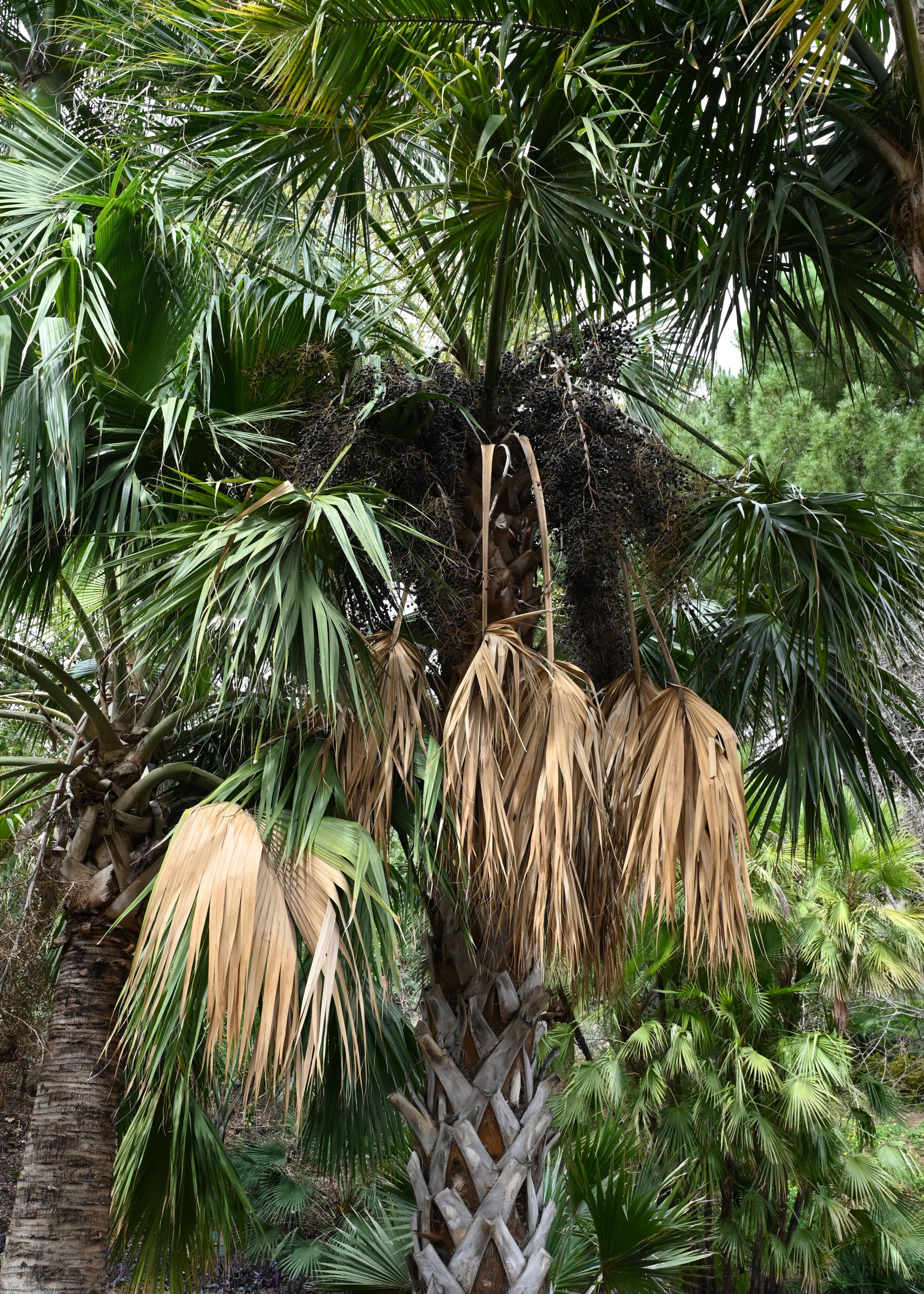
Sabal causiarum

### Generative Merkmale
Der Blütenstand ist verzweigt, gebogen oder herunterhängend und länger als die Wedel.
Die bei Reife schwarze Frucht ist bei einem Durchmesser von 0,7 bis 1,1 Zentimetern kugelförmig. Form und Größe der Frucht sind die wichtigsten Bestimmungsmerkmale, in denen sich Sabal causiarum von Sabal domingensis unterscheidet.

## Vorkommen
Das natürliche Verbreitungsgebiet liegt auf karibischen Inseln in den Staaten Puerto Rico, Haiti, der Dominikanischen Republik und auf den Britischen Jungferninseln.

## Taxonomie
Sabal causiarum wurde 1901 von Orator Fuller Cook in Bulletin of the Torrey Botanical Club Band 28 Seite 531 als Inodes causiarum erstbeschrieben. Die Art wurde 1907 von Odoardo Beccari in Webbia; Raccolta de Scritti Botanici Band 2 Seite 71 als Sabal causiarum (O.F.Cook) Becc. in die Gattung Sabal gestellt.

## Nutzung
Sabal causiarum wird als Zierpflanze kaum genutzt.
Die Wedel von Sabal causiarum werden zur Produktion von Hüten, Matten und Körben genutzt.